# Collection Budé
Collection Budé eller Collection des Universités de France er en serie af bøger der spænder over de græske og latinske klassikere op til midten af det 6. århundrede. Serien udgives af Les Belles Lettres og får udgifterne dækket af Association Guillaume Budé.
Alle titler i serien indeholder en introduktion, noter og et tekstkritisk apparat såvel som en paralleloversættelse til fransk på den modstående side. Serien kan sammenlignes med Loeb Classical Library i den engelsktalende verden. Serien med græske forfattere kan genkendes på det gule omslag, hvorpå Athenes lille ugle kan ses, og den latinske serie af et rødt omslag, hvor man finder en hunulv, der skal forestille den kapitolinske ulv.
Det første bind i Budé-serien var Platons Hippias Minor, udgivet i 1920. Kort efter blev det første latinske bind udgivet, nemlig Lukrets' Om tingenes natur (De Rerum Natura). Der er udgivet mere end 800 bind i serien, og der er markant flere græske forfattere end latinske. Serien omfatter både hedenske forfattere og kirkefædrene.